# Listă de forme de relief pe 433 Eros
Aceasta este o listă de forme de relief numite pe asteroidul 433 Eros .

## Regiuni
Regiunile (zonele distincte din punct de vedere geologic) de pe Eros sunt numite după co-descoperitorii asteroidului.
| Regio          | Coordonatele            | Diametru (km) | Data de aprobare | Numit după       | Ref   |
| -------------- | ----------------------- | ------------- | ---------------- | ---------------- | ----- |
| Charlois Regio | 16°S 330°V / 16°S 330°V | 0             | 2003             | Auguste Charlois | WGPSN |
| Witt Regio     | 18°N 348°V / 18°N 348°V | 0             | 2003             | Gustav Witt      | WGPSN |

## Dorsa
Dorsa (crestele) de pe Eros poartă numele astronomilor care au studiat asteroidul.
| Dorsum        | Coordonatele            | Diametru (km) | Data de aprobare | Numit după             | Ref   |
| ------------- | ----------------------- | ------------- | ---------------- | ---------------------- | ----- |
| Finsen Dorsum | 48°S 350°V / 48°S 350°V | 0             | 2003             | William Stephen Finsen | WGPSN |
| Hins Dorsum   | 42°N 318°V / 42°N 318°V | 0             | 2003             | Arthur Robert Hinks    | WGPSN |

## Cratere
Craterele de pe Eros poartă numele unor iubitori celebri.
| Crater      | Coordonatele                      | Diametru (km) | Data de aprobare | Numit după                                               | Ref   |
| ----------- | --------------------------------- | ------------- | ---------------- | -------------------------------------------------------- | ----- |
| Abelard     | 3°30′S 12°12′W / 3.5°S 12.2°V     | 1.1           | 2003             | Pierre Abelard                                           | WGPSN |
| Aida        | 7°54′N 130°30′W / 7.9°N 130.5°V   | 1.6           | 2003             | Aida                                                     | WGPSN |
| Avtandil    | 22°30′S 233°06′W / 22.5°S 233.1°V | 1.2           | 2003             | Avtandil în Viteazul în piele de tigru de Șota Rustaveli | WGPSN |
| Bovary      | 61°00′S 27°18′W / 61°S 27.3°V     | 0.8           | 2003             | Madame Bovary                                            | WGPSN |
| Casanova    | 46°36′N 236°00′W / 46.6°N 236°V   | 0.9           | 2003             | Casanova                                                 | WGPSN |
| Catherine   | 9°06′N 171°06′W / 9.1°N 171.1°V   | 1.1           | 2003             | Cathy în Wuthering Heights                               | WGPSN |
| Cupid       | 8°06′N 230°12′W / 8.1°N 230.2°V   | 1.8           | 2003             | Cupidon                                                  | WGPSN |
| Don Juan    | 29°30′N 356°42′W / 29.5°N 356.7°V | 1.1           | 2003             | Don Juan                                                 | WGPSN |
| Don Quixote | 57°42′S 250°48′W / 57.7°S 250.8°V | 0.9           | 2003             | Don Quixote                                              | WGPSN |
| Dulcinea    | 76°06′S 272°54′W / 76.1°S 272.9°V | 1.4           | 2003             | Dulcinea                                                 | WGPSN |
| Eurydice    | 13°30′N 170°00′W / 13.5°N 170°V   | 2.2           | 2003             | Eurydice                                                 | WGPSN |
| Fujitsubo   | 3°42′S 62°42′W / 3.7°S 62.7°V     | 1.7           | 2003             | Fujitsubo în Genji monogatari                            | WGPSN |
| Galatea     | 10°12′S 183°06′W / 10.2°S 183.1°V | 1.4           | 2003             | Galatea                                                  | WGPSN |
| Gamba       | 20°36′S 54°06′W / 20.6°S 54.1°V   | 1.3           | 2003             | Marina Gamba                                             | WGPSN |
| Genji       | 19°30′S 88°36′W / 19.5°S 88.6°V   | 1.5           | 2003             | Genji în Genji monogatari                                | WGPSN |
| Heathcliff  | 7°24′N 167°54′W / 7.4°N 167.9°V   | 1.1           | 2003             | Heathcliff în La răscruce de vânturi                     | WGPSN |
| Himeros     | 21°12′N 282°18′W / 21.2°N 282.3°V | 10            | 2003             | Himeros                                                  | WGPSN |
| Hios        | 9°24′S 130°54′W / 9.4°S 130.9°V   | 1.3           | 2003             | Hios                                                     | WGPSN |
| Jahan       | 74°12′N 293°30′W / 74.2°N 293.5°V | 2.1           | 2003             | Shah Jahan                                               | WGPSN |
| Kastytis    | 6°48′N 161°18′W / 6.8°N 161.3°V   | 1.7           | 2003             | Kastytis(folclorl lituanian)                             | WGPSN |
| Leander     | 25°36′N 210°18′W / 25.6°N 210.3°V | 1.4           | 2003             | Leander                                                  | WGPSN |
| Leylie      | 3°00′S 23°30′W / 3°S 23.5°V       | 1.9           | 2003             | Leylie în Leylie și Majnoon de Jami                      | WGPSN |
| Lolita      | 35°12′S 197°42′W / 35.2°S 197.7°V | 1.8           | 2003             | Lolita                                                   | WGPSN |
| Mahal       | 79°24′N 170°00′W / 79.4°N 170°V   | 1.2           | 2003             | Mumtaz Mahal                                             | WGPSN |
| Majnoon     | 3°48′N 28°48′W / 3.8°N 28.8°V     | 2.1           | 2003             | Majnoon                                                  | WGPSN |
| Mélisande   | 67°06′N 185°36′W / 67.1°N 185.6°V | 1             | 2003             | Mélisande                                                | WGPSN |
| Narcissus   | 18°12′N 7°06′W / 18.2°N 7.1°V     | 2.9           | 2003             | Narcissus                                                | WGPSN |
| Orpheus     | 25°36′N 176°42′W / 25.6°N 176.7°V | 1.1           | 2003             | Orfeu                                                    | WGPSN |
| Pao-yü      | 73°12′S 105°36′W / 73.2°S 105.6°V | 0.8           | 2003             | Jia Baoyu în Visul din pavilionul roșu                   | WGPSN |
| Pelléas     | 63°06′N 221°18′W / 63.1°N 221.3°V | 1.2           | 2003             | Pelléas                                                  | WGPSN |
| Psyche      | 31°36′N 94°36′W / 31.6°N 94.6°V   | 4.8           | 2003             | Psyche                                                   | WGPSN |
| Pygmalion   | 1°48′S 191°06′W / 1.8°S 191.1°V   | 1.7           | 2003             | Pygmalion                                                | WGPSN |
| Radames     | 5°12′S 115°06′W / 5.2°S 115.1°V   | 1.6           | 2003             | Radames                                                  | WGPSN |
| Selene      | 14°12′S 12°30′W / 14.2°S 12.5°V   | 3.6           | 2003             | Selene                                                   | WGPSN |
| Tai-yü      | 47°00′S 126°06′W / 47°S 126.1°V   | 1.4           | 2003             | Lin Daiyu în Visul din pavilionul roșu                   | WGPSN |
| Tutanekai   | 56°24′N 3°18′W / 56.4°N 3.3°V     | 2.1           | 2003             | Tutanekai(mitologie polineziană)                         | WGPSN |
| Valentine   | 14°36′N 208°24′W / 14.6°N 208.4°V | 2.2           | 2003             | Sfântul Valentin                                         | WGPSN |